# アマダイ
アマダイ（甘鯛、尼鯛、𫙖）は、スズキ目アマダイ科 Branchiostegidae アマダイ属（アマダイぞく、Branchiostegus）に分類される魚の総称である。おもにインド太平洋の大陸棚を中心に生息する底生肉食魚である。日本では南日本近海で5種が見られ、このうちアカアマダイ、シロアマダイ、キアマダイの3種が重要な食用種となっている。

## 名称
日本での地方名はオキツダイ（静岡）、グジ（京都・舞鶴・大阪）、クズナ（大阪・福岡・壱岐）、コビリ、コビル（山陰地方）、スナゴ（愛媛）等がある。香港周辺では広東語で「馬頭（マータウ）」と称する。

## 特徴
いずれも全長は20 - 60cmほど。体は前後に細長く、側扁する。頭部は額と顎が角張った方形で、目は額の近くにある。体表は鈍い光沢のある鱗に覆われる。体色はピンク色 - 赤褐色で、腹側は白っぽい。種類によっては鞍状斑・帯模様・黒点等が出現し、同定のポイントになる。各鰭はどれも小さめで、棘条もそれほど強靭ではない。背鰭は基底が長い長方形で背中の殆どに亘る。尾鰭は截形だが種類によっては後方中央が僅かに突出し凧形に近くなる。顎には小さな歯がある。
インド太平洋とアフリカ西部沿岸の大陸棚に分布する。日本近海では本州中部以南で6種が見られ、特に東シナ海で多産していたが、20世紀後半からは沿岸諸国による乱獲が進み漁獲量が減少している。
浅い海から水深300mくらいまでの砂泥底に巣穴を掘って生息している。小魚・甲殻類・多毛類など小動物を捕食する。

## 食材

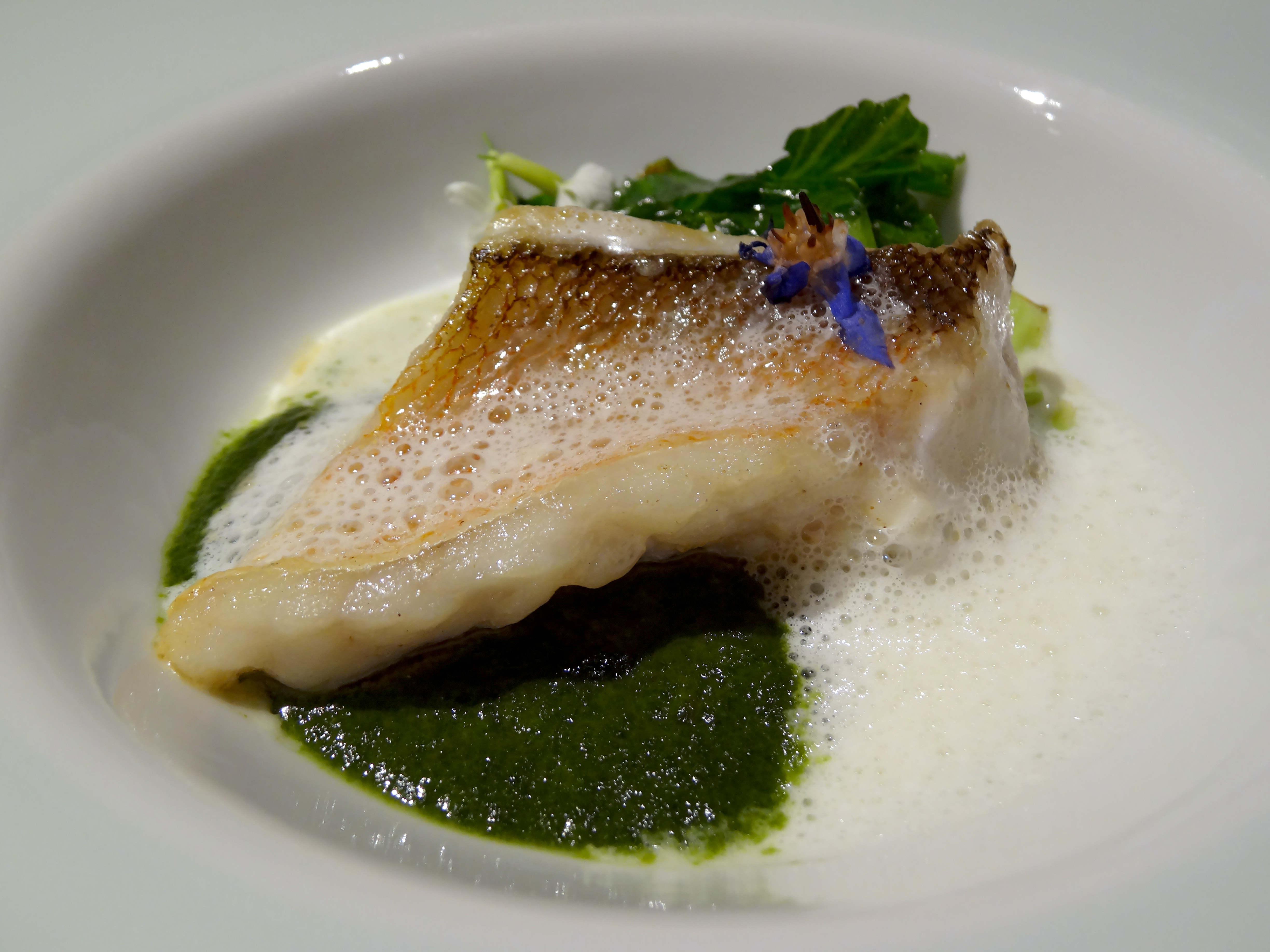
アマダイのグリル

日本では高級食材として扱われ、底引き網、延縄、釣り等で漁獲される。中国からの輸入も多い。
身は白身で、脂肪分が少なく淡白だが柔らかく水っぽい。日本では刺身にはあまり利用せず、水分を飛ばして風味をつける焼き魚や干物等の料理法が一般的である。また鱗も食べることができ、鱗を落とさずに焼く鱗焼きという調理法もある。鱗に高温の油をかけることで鱗が逆立ち、パリパリとした食感を楽しむこともできる。ムニエル、ポワレ、照り焼き（若狭焼き）、酒蒸し、粕漬け、味噌漬け（西京焼き）、干物、ワイン煮（シャンパン煮）等様々な料理で食べられる。韓国済州島では一夜干しを焼いた「옥돔구이（オクトムクイ）」が名物料理のひとつとなっているほか、冷たく酸味と辛みのある汁に生の切り身を入れて食べるムルフェなどの郷土料理にも用いられる。香港では蒸し魚や粥の具にする。
なお、アメリカのFDAは、有機水銀が蓄積されている可能性が高いとして2003年に妊婦や授乳中の女性および子供はアマダイ（英語: tilefish）を摂取しないよう勧告を行っている。

## 分類
漢字で書くと「甘鯛」または「尼鯛」だが、タイ科ではなく、いわゆる「あやかり鯛」の一つである。従来はキツネアマダイ科の中にアマダイ科も含まれていた。
16種類が知られ、B. semifasciatus 1種のみがアフリカ西部沿岸産、他は全てインド太平洋産である。
- シロアマダイ Branchiostegus albus Dooley, 1978 - 日本の本州中部からフィリピン
- スミツキアマダイ B. argentatus (Cuvier, 1830) - 東シナ海・南シナ海
- キアマダイ B. auratus (Kishinouye, 1907) - 日本の本州中部から東シナ海
- B. australiensis Dooley et Kailola, 1988 - スマトラからオーストラリア西岸
- B. doliatus (Cuvier, 1830) - インド洋西部
- B. gloerfelti Dooley et Kailola, 1988 - インドネシア産のホロタイプのみが知られる
- B. hedlandensis Dooley et Kailola, 1988 - オーストラリア西岸。ホロタイプとパラタイプのみが知られる
- B. ilocanus Herre, 1928 - フィリピン沿岸
- アカアマダイ B. japonicus (Houttuyn, 1782) - 日本の本州中部から南シナ海。アラフラ海からの記録もある
- ハナアマダイ（英語版） B. okinawaensis Hiramatsu and Yoshino, 2012 - 琉球列島、Hiramatsu & Yoshino
- B. paxtoni Dooley et Kailola, 1988 - オーストラリア西部
- コクテンアマダイ B. sawakinensis Amirthalingam, 1969 - インド太平洋熱帯海域
- B. semifasciatus (Norman, 1931) - モロッコからアンゴラにかけてのアフリカ西岸
- B. serratus Dooley et Paxton, 1975 - オーストラリア西岸
- B. vittatus Herre, 1926 - フィリピン
- B. saitoi（英語版）, Dooley & Iwatsuki, 2012
- B. biendong（英語版）, Hiramatsu, Vinh, Endo, 2019[9]
- B. sanae（英語版）, Huang, Chen, Ke & Zhang, 2025 - 『もののけ姫』の登場人物サンに似た顔の模様を持つことに由来[10]。

### 日本近海産のおもな種類
アカアマダイ（赤甘鯛、英: Red tilefish） Branchiostegus japonicus (Houttuyn, 1782)
体長40cmほど。目の後下方に逆三角形の白い模様があり、頬に鱗がない。尾びれに黄色の縦しまが数本ある。本州中部から南シナ海に分布し、水深80-120mの砂泥底に生息する。日本産アマダイ類の中では最も漁獲量が多い。
シロアマダイ（白甘鯛） B. albus Dooley, 1978
体長60cmに達する大型種。和名通り体が白っぽく、「シラカワ」とも呼ばれる。また尾鰭の黄色は横しまである。本州中部からフィリピンまで分布し、水深40-60mの砂泥底に生息する。日本産アマダイ類の中では最も美味と言われ、珍重される。
キアマダイ（黄甘鯛） B. auratus (Kishinouye, 1907)
体長30cmほど。目から口まで白い線がある。和名通り頬・背鰭・尾鰭の黄みが強い。また水深200-300mほどと他種より深所に多い。アカアマダイ、シロアマダイより味は落ち、あまり珍重されない。
スミツキアマダイ（墨付甘鯛） B. argentatus (Cuvier, 1830)
体長が最大27cmほどの小型種。目から口まで2本の銀白色の縞があり、背鰭膜間には和名通り大きな黒色の斑点が並ぶ。体側には2本の褐色の縦縞がある。漁獲量が少なく市場に出回ることはほとんどない。